# Strongylura krefftii
Strongylura krefftii är en fiskart som först beskrevs av Günther, 1866.  Strongylura krefftii ingår i släktet Strongylura och familjen näbbgäddefiskar. Inga underarter finns listade i Catalogue of Life.